# Jean Béluze

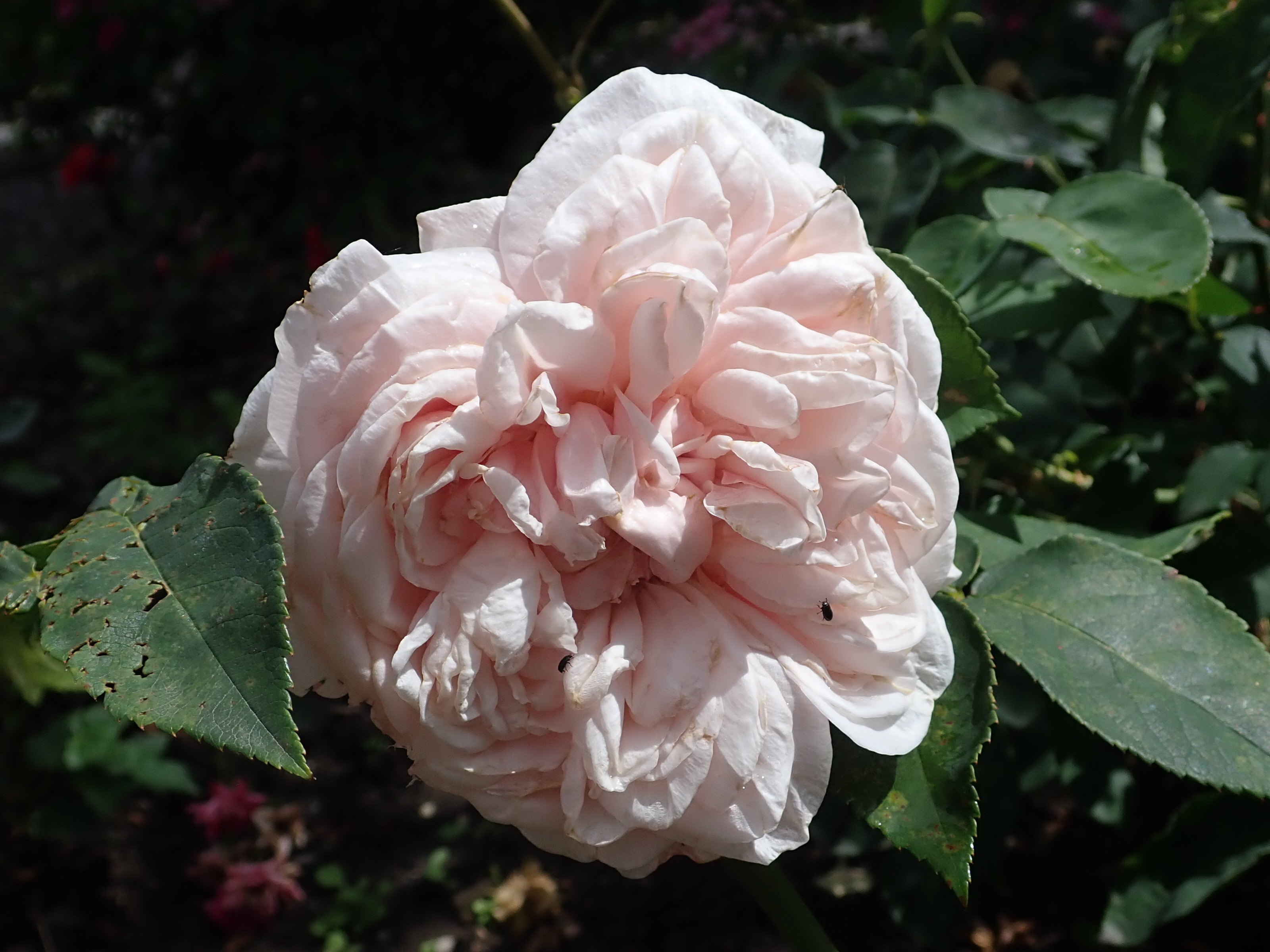
Die berühmte Bourbon-Rose 'Souvenir de la Malmaison' (1843) von Jean Béluze

(Basile) Jean Béluze (oder Beluze; * 10. August 1793; † 1869) war ein französischer Rosenzüchter.
Er war neben Jacques Plantier und Jean-Baptiste Guillot einer der ersten Rosenzüchter von Lyon. Über sein Leben ist kaum etwas bekannt.
Sein gärtnerisches Etablissement hatte er in Vaise, einem Vorort von Lyon, am Sentier de la Duchère (route de Bourgogne). Zwischen 1839 und 1860 züchtete er etwa 50 neue Rosensorten, vor allem China-Rosen (oder Bengal-Rosen), Bourbon-Rosen und Teerosen.
Sein größter und dauerhaftester Erfolg ist die Bourbon-Rose 'Souvenir de la Malmaison', eine zart- bis blass-rosa Varietät, deren Name an den berühmten Rosengarten der Joséphine de Beauharnais in Malmaison erinnert. Die Sorte kam 1843 in den Handel und ist auch heute noch eine der berühmtesten und beliebtesten Alten Rosen überhaupt. Sie wurde 1988 zur Weltrose gekürt.
Andere heute noch bekannte Sorten von Béluze sind die weißliche Tee- oder China-Rose 'Rival de Paestum' (1839), die hellrosa Bourbon-Rose 'Reine des Vièrges' (1844) und die dunkelrosa-farbene Bourbon-Rose 'Leveson Gower' (1846), die manchmal fälschlich für einen Sport von 'Souvenir de la Malmaison' gehalten wird.
Zu seinen späteren Kreationen, die ebenfalls überlebt haben, gehören die purpurrosa Moosrose 'Gloire d’Orient' (1855) und die blassgelbe, stark gefüllte Noisette-Rose 'Madame Schultz' (1856).
Jean Béluze starb 1869 mit ungefähr 76 Jahren.

## Bildergalerie: Rosen von Jean Béluze

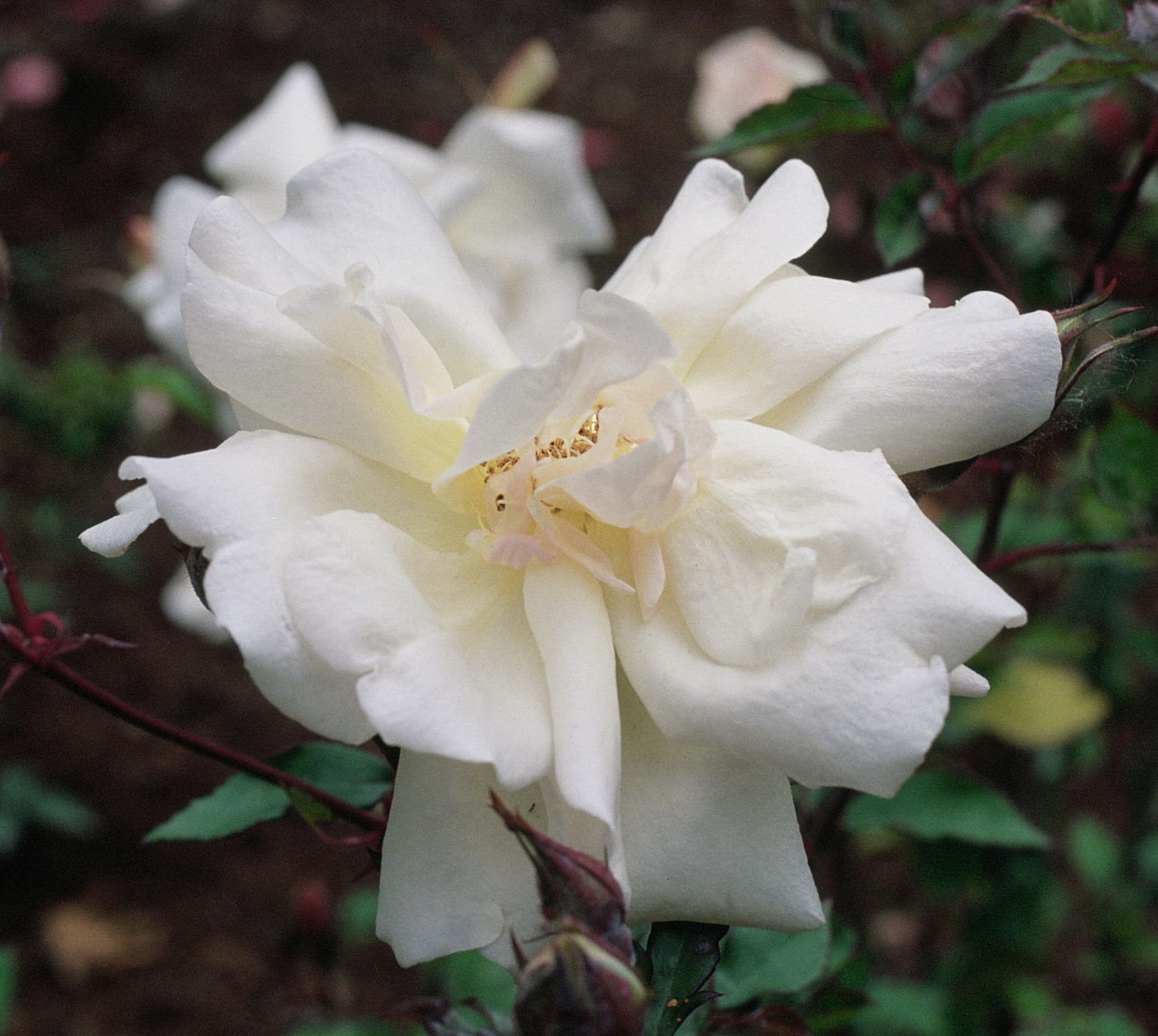
'Rival de Paestum', 1839
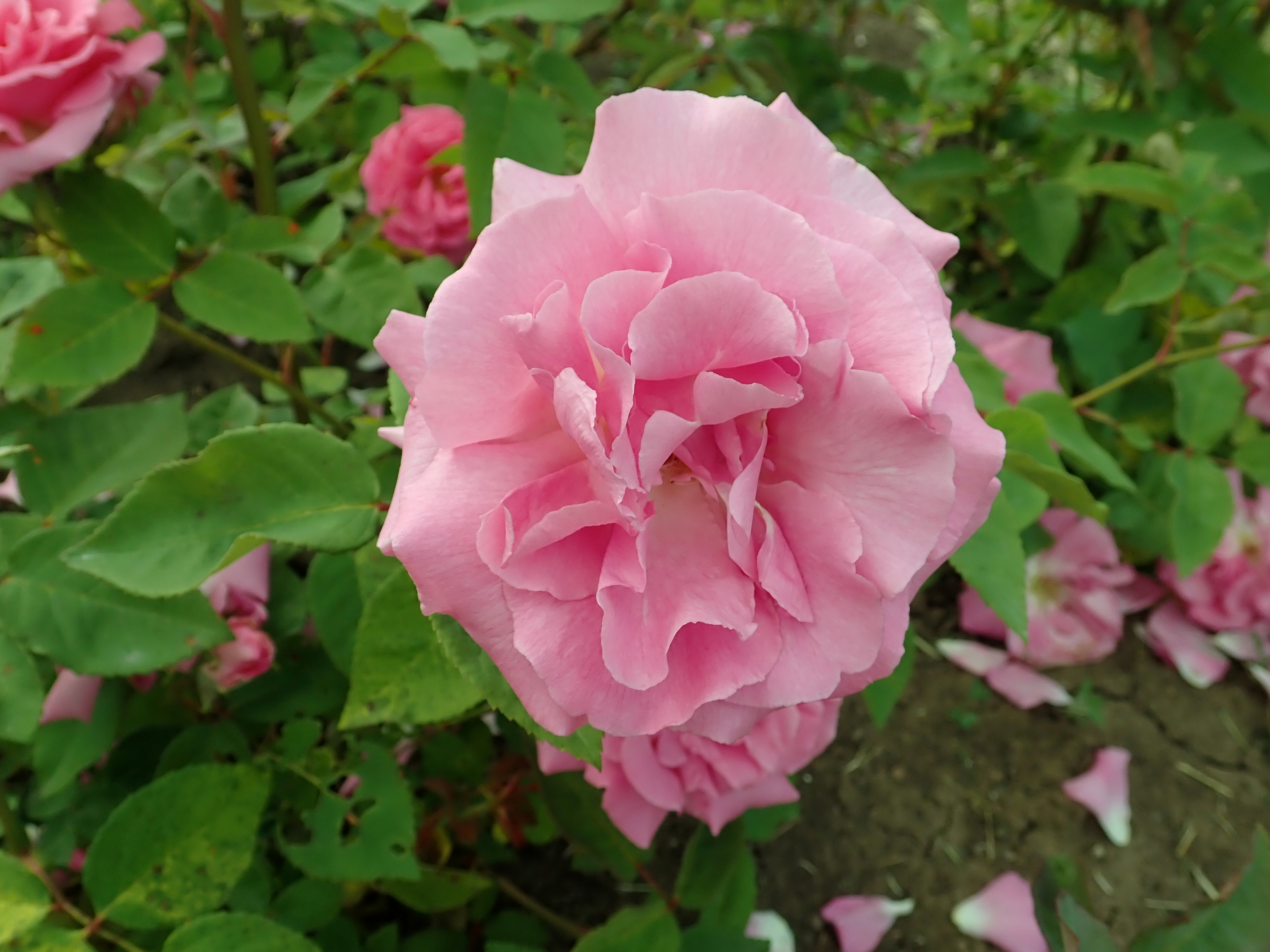
'Reine des Vièrges', 1844
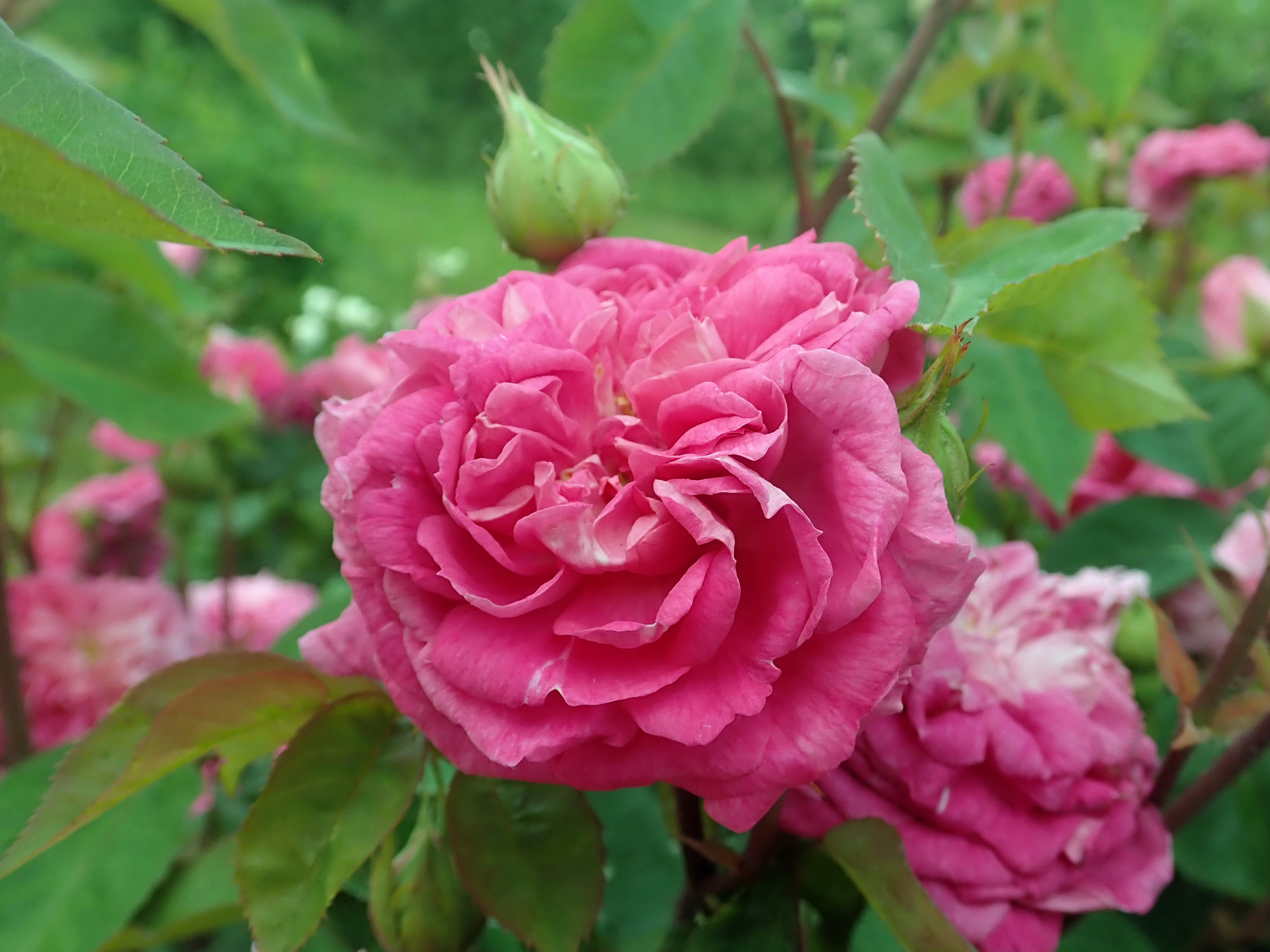
'Leveson Gower', 1846